# TOMI
TOMI（とみ、1978年6月7日 - 、本名:冨永哲）は日本の大道芸パフォーマー。ローラーバランス（ローラーボーラー）を中心としたパフォーマンスを行う。

## 学歴
1991年 静岡市立竜爪中学校入学
1994年 静岡県立静岡工業高等学校インテリア科入学
1997年 専門学校ルネサンス・デザインアカデミーコンピュータグラフィックス科入学
1999年 同校卒業後現職

## 略歴
- 1995年 大道芸ワールドカップin静岡の影響を受けジャグリングを始める
- 1999年 浜松市のデザイン専門学校を卒業し、大道芸人として本格的な活動を開始
- 1999年～2003年頃まで静岡市清水区の清水エスパルスドリームプラザを拠点として活動
- 2001年 ハワイアンジャグラーズフェスティバルにてファニーオブジェクト部門優勝
- 2002年 東京都公認ヘブンアーティストライセンス取得[2]
- 2003年 チャチャタウン大道芸グランプリ準優勝
- 2005年 2月 上京。拠点を東京へ移す
- 2005年 日テレART DAIDOGEIライセンス取得
- 2005年 大阪パフォーマーライセンス取得
- 2006年 天満天神街道芸祭 4位
- 2006年 江の島大道芸グランプリ優勝 ライセンス取得
- 2007年 アリオ川口大道芸グランプリ 年間総合優勝
- 2008年 KOTO街かどアーティストライセンス取得
- 2009年 2月TOMIが代表を務める大道芸人派遣会社「東京義賊」を設立
- 2009年 全国大道芸グランプリin函館朝市準優勝
- 2010年 万博記念公園EXPOアーティストライセンス取得
- 2011年 2月「株式会社東京義賊」を設立。代表取締役に就任
- 2015年 5月ふくやま大道芸グランプリ2015　GRAND PRIX受賞（優勝）[3]。
- 2016年 6月まちくる仙台パフォーマーライセンス取得
- 2017年 3月チカチカ☆パフォーマンススポットライセンス取得
- 2019年 3月静岡市　まちは劇場　ライセンス取得

## テレビ・ラジオ出演
- 1998年 大阪ABC放送 探偵ナイトスクープ 北野誠が探偵役としてTOMIの相談を受け、海遊館前で公演中のブライアンホルスに一日弟子入り
- 1999年 フジテレビ「新・諸国漫遊記」の番組内でよゐこの有野晋哉にシガーボックスを教える
- 1999年 静岡ケーブルテレビネットワーク 大道芸ワールドカップin静岡の宣伝も兼ねて、駿府城内広場にてアナウンサーにディアボロを教える
- 2002年 フジテレビ「めざましテレビ」の番組内にて静岡駅北口で当時の大道芸サークルの後輩と二人でアナウンサーを間に挟んでのクラブパッシングを披露。
- 2007年 倶楽部クマキリ（静岡第一テレビ）くまきりあさ美とハマカーンにジャグリングを教える
- 2007年 テレビ東京系列 「アニメ探検隊」2週に1回、計5回にわたり出演。毎回違うジャグリングを披露
- 2007年 日本テレビ 「おは天サタデー」上野公園噴水前での大道芸をレポーターが直撃、レポーターがパフォーマンスのお手伝い
- 2007年-2008年 テレビ東京 「TOKYOマヨカラ！」レギュラー出演
- 2010年 ラジオ J－WAVE「kiss and hug」大道芸人という仕事について英語も交えてインタビューに応える。番組ナビゲーターはSHELLY
- 2010年 ラジオ エフエムふくやま「イブニングステーション」ふくやま大道芸について
- 2012年 8月キッズステーション「ハッピー!クラッピー」クルンとラッピーが江の島探検。大道芸を観て大興奮！

## 大道芸フェスティバル出演歴
- Hawaiian Jugglers Festival 1999.2000,2001.2003.2004
- 大道芸ワールドカップin静岡オフ部門 1997年～2004年 2007年 2010年
- 大道芸ワールドカップin静岡フリンジ部門　2017年
- OSAKAエンタテイメントフェスティバル OSAKAエンタフェスカップ 2007年 2009年
- 九州大道芸まつりin宗像 1999年 2001年～2005年
- 鈴鹿サーキット パフォーマーミーティング2000年（第一回）
- 枚方大道芸グランプリ 2002年
- 天保山ワールドパフォーマンスフェスティバル 2004年 不明、2007年
- チャチャタウン小倉大道芸コンテスト 2003年
- 福山ばら祭 ふくやま大道芸グランプリ 2003年～2018年
- 芸王グランプリ 2005年（トピレックプラザ南砂町） 2006年（キャポ大谷地）
- 大須大道町人祭 サンデー枠 2001年
- 国民文化祭 2004年（福岡県） 2007年（徳島県） 2010年（岡山県）
- 土浦桜まつり大道芸フェスティバル 2010年
- うつのみや大道芸フェスティバル 2008年 2009年
- ヘブンアーティストTOKYO 2007年～2017年、2019年
- ヘブンアーティストin新宿 2008年
- ヘブンアーティストin秋葉原
- ヘブンアーティストin銀座 2006年
- ヘブンアーティストin丸の内 2008年
- ヘブンアーティストin渋谷 2018年
- にぎわい爆発 あつぎ国際大道芸 2008年
- 新宿ハイジア パフォーマンスフェスティバル 2008年
- 生涯学習フェスティバルまなびピアいばらき 2006年
- アートタウンつくば大道芸フェスティバル 2006年 2011年
- 三茶de大道芸 2008年 2011年
- 富山オーバードサマーフェスティバル 2011年
- さいたま新都心大道芸フェスティバル 2005年 2006年 2009年 2011年 2012年 2013年 2014年 2015年 2016年 2017年 2018年
- おやまハーベストウォーク大道芸フェスティバル 2012年（New Year）
- 大道芸フェスティバルinラザウォーク 2014年
- 高円寺びっくり大道芸　2017年